# Misa de Los Andes
Misa de Los Andes es una obra  poco conocida de Congreso, junto a otros artistas, editado en 1978, bajo etiqueta EMI Argentina, a pedido del Arzobispado de Santiago.

## Historia
Transcurre el año 1978 y el Arzobispado de Santiago le enmienda la misión a Sergio "Tilo" González y a Fernando González de musicalizar una liturgia, con arreglos andinos.
Congreso acepta, y convoca a varios artistas que participan en la grabación.
Esta obra, jamás tuvo una gran difusión.
En 1979, la banda entra en receso debido a que Francisco Sazo, Renato Vivaldi y Arturo Riesco parten a distintas partes del mundo, a estudiar o ejercer sus profesiones.

## Música y lírica
Los textos de esta obra, corresponden a los de una Liturgia cualquiera, por lo que en ese aspecto, no se destaca a cabalidad. No así, el caso de la musicalización, ya que ha sido considerada por muchos como una obra maestra, al mezclar Rock, Folklore y Jazz.

## Lista de canciones
1. Canto de entrada. (Canta: Francisco Sazo
2. Señor ten piedad. (canta: Eduardo Castro)
3. Gloria. (Canta: María Inés Navellán - Solistas corales: Violaine Soublette y Sara Vial)
4. Credo. (Canta: grupo "Paracas")
5. Santo. (Canta: Juan Antonio Labra - solista coral: Violaine Soublette)
6. Acto de fe. (Canta: grupo "Paracas")
7. Padre nuestro. (Canta: Víctor Sanhueza)
8. Proclamación. (Canta: Natacha Jorquera)
9. Cordero de Dios. (Canta: Gastón Guzmán)
10. Canto de Comunión. (Canta: Mariela González)
11. Canto final. (Canta Boris González)

## Integrantes
- Francisco Sazo: Voz, flauta dulce, rondador y tarka.
- Sergio "Tilo" González: Batería, percusión, guitarra.
- Fernando González: Guitarra eléctrica y guitarra acústica.
- Patricio González: Guitarra de doce cuerdas, violoncelo.
- Fernando Hurtado: Voz, bajo eléctrico y acústico.
- Renato Vivaldi: Flauta traversa en do y sol, tarka y rondador.
- Arturo Riesco: Percusión.
- Hugo Pirovic: Vientos.

## Músicos invitados
- Solistas vocales:
  - Eduardo Castro (del Grupo "Paracas").
  - Boris González (Zalo Reyes).
  - Mariela González.
  - Gastón Guzmán. (Quelentaro)
  - Natacha Jorquera.
  - Juan Antonio Labra.
  - María Inés Navellán.
  - Grupo "Paracas".
  - Víctor Sanhueza.

- Solistas instrumentales:
  - Raúl Di Blasio: Piano.
  - Arturo Gómez: Tarka.
  - Rodrigo Herrera: Oboe.
  - Rodrigo Miranda: Trompeta.
  - Isabel Neira: Flauta dulce.
  - Joel Silva: Corno.
  - Raúl Silva: Corno.
  - Guillermo Soto: Saxo tenor.
  - Mauricio Vega: Quena.
  - Carlos Vera: Vibráfono.
  - Patricio Vera: Guitarra eléctrica.

- Coro:

- - Violaine Soublette: Soprano.
  - Sara Vial: Soprano.
  - Claudia Berger: Contralto.
  - Inés Délano: Contralto.
  - Víctor Saavedra: Tenor.
  - Guillermo Vergara: Tenor.
  - Álvaro Cruz: Bajo.
  - Gerardo Urrutia: Bajo.

- Cuerdas: 
  - Violines: Aziz Allel, Manuel López, Jaime Mansilla, Yerko Pinto, Mario Prieto,Patricio Rojas.
  - Violas: Samuel Espinoza, Sofía González, Celso López.
  - Cellos: Nelson Campos, Francisco Pino, Maritza Pino.

- Datos: Q6018383